# Louis-François de Pourtalès

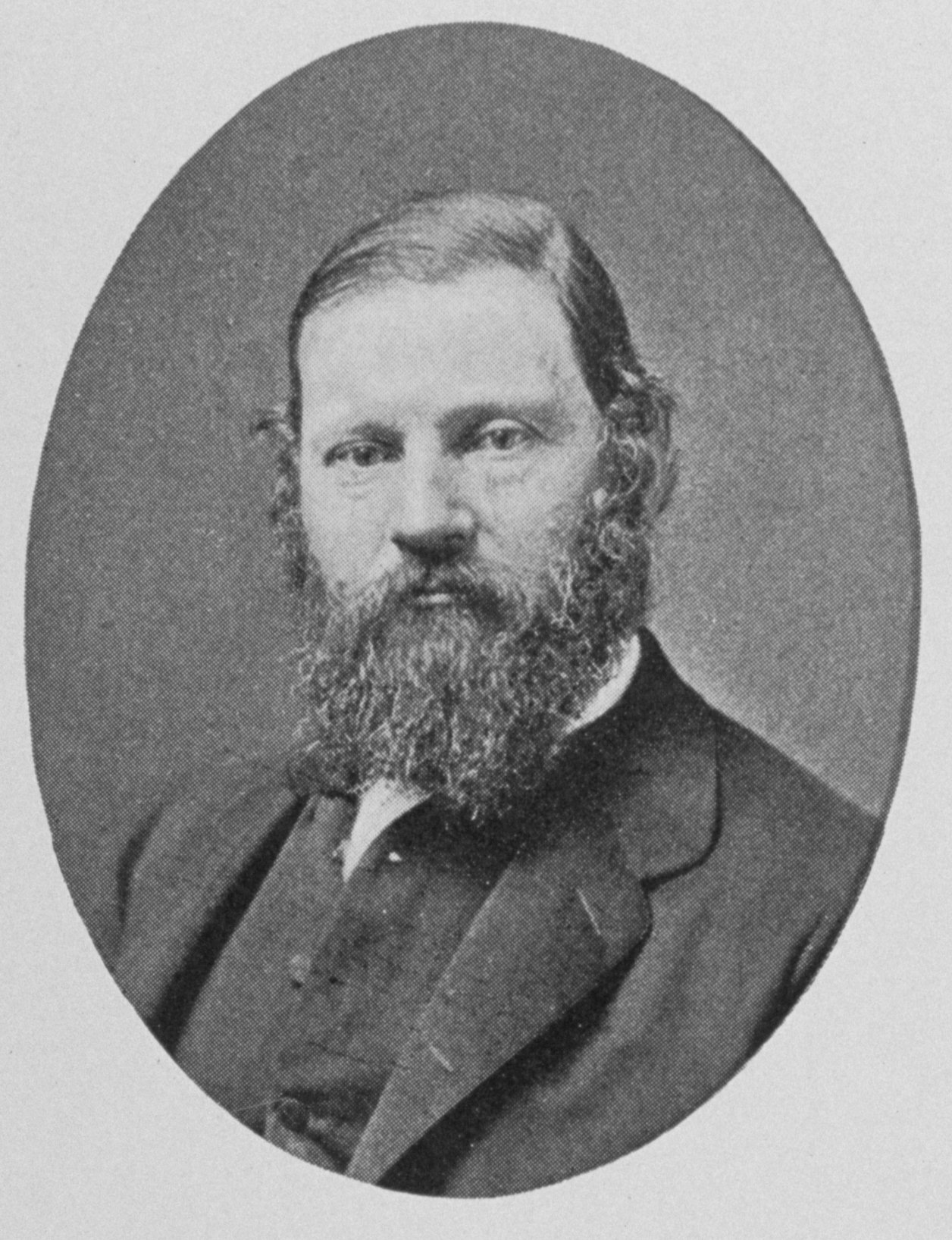
Louis-François de Pourtalès

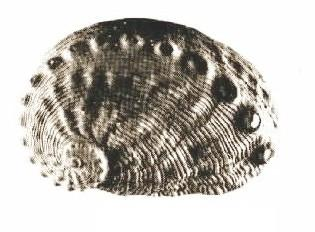
Haliotis pourtalesii

Louis-François de Pourtalès (auch: Louis-François Graf von Pourtalès) (* 4. März 1824 in Neuenburg NE; † 17. Juli 1880 in Beverly Farms, Massachusetts, USA) war schweizerisch-amerikanischer Meeresgeologe und Meeresbiologe.

## Leben
Louis-François de Pourtalès war der Sohn des Mathematikers, außerordentlichen preußischen Staatsrats und Oberstleutnants der Artillerie im Fürstentum Neuenburg Louis-Auguste Comte de Pourtalès (1796–1870) und der Elisabeth–Frédérique geb. Sandoz–Rollin. Er besuchte die Akademie Neuenburg, wo er zu den Schülern von Louis Agassiz gehörte. Von 1842 bis 1846 studierte er in Deutschland Naturwissenschaften, unter anderem an der Rheinischen Friedrich-Wilhelms-Universität Bonn. 1843 wurde er Mitglied des Corps Borussia Bonn. Nach dem Studium ging er nach Boston, wo er mit Agassiz wieder zusammentraf und gemeinsam wissenschaftlich arbeitete. 1848 wurde er Mitarbeiter des United States Coast Survey und heiratete er die aus Luzern stammende Bostonerin Elisabeth Bachmann. De Pourtalès erforschte die Geologie und Fauna der Atlantikküste Nordamerikas bis in die Karibik und begleitete Agassiz nach Südamerika. Nach dem Tod Agassiz leitete er von 1873 bis 1880 zusammen mit dessen Sohn Alexander Agassiz als wissenschaftlicher Mitarbeiter das Louis Agassiz Museum of Comparative Zoology. De Pourtalès gehörte seit 1873 der National Academy of Sciences an. 1871 wurde er in die American Academy of Arts and Sciences gewählt.
Haliotis pourtalesii, eine Art der Gattung Seeohren (Haliotis), und das moluskenreiche Pourtales Plateau südlich der Florida Keys sind nach ihm benannt.

## Schriften
- List of Holothuridae from the Deep-sea Dredgings of the United States Coast Survey, 1869
- List of the Crinoids Obtained on the Coasts of Florida and Cuba, 1869
- Der Boden des Golfstromes und der Atlantischen Küste Nord Amerikas, 1870
- Deep-Sea Corals, 1871
- Floridan Bryozoa, 1872
- Reports on the results of dredging, under the supervision of Alexander Agassiz, in the Caribbean Sea, 1878-79, by the United States Coast Survey Steamer "Blake"